# Vladimir Mihailović
Vladimir Mihailović (Cetinje, 10 augustus 1990) is een Montenegrijns basketballer.

## Carrière
Mihailović maakte zijn debuut in 2008 voor KK Mornar Bar en speelde bij de club in 2010. In 2010 ging hij spelen voor KK Budućnost en speelde er tot in 2014. Hij werd vier keer landskampioen met de club en won drie keer de landsbeker. Hij maakte in de zomer van 2014 de overstap naar de Belgische competitie en ging spelen voor BC Oostende. In november 2014 verliet hij Oostende voor het Duitse Tigers Tübingen waar hij de rest van het seizoen speelde.
Hij verlengde zijn contract bij Tübingen voor het seizoen 2015/16. In de zomer van 2016 maakte hij de overstap naar s.Oliver Würzburg maar wisselde als naar EWE Baskets Oldenburg in december 2016 en speelde er de rest van het seizoen. In 2017 keerde hij terug naar BC Oostende en speelde er de rest van het seizoen. In 2018 speelde hij eerst voor het Poolse KK Włocławek en daarna voor het Wit-Russische BK Tsmoki-Minsk.
In 2019 keerde hij terug naar de Belgische competitie maar ditmaal voor Okapi Aalst en speelde er twee seizoenen. In 2021 keerde hij terug naar KK Mornar en speelde er twee seizoenen. In 2023 maakte hij de overstap naar KK Budućnost. Na een seizoen ging hij spelen voor de Kroatische eersteklasser KK Zadar.

## Erelijst
- Montenegrijns landskampioen: 2011, 2012, 2013, 2014
- Montenegrijns bekerwinnaar: 2011, 2012, 2014
- Belgisch landskampioen: 2018
- Belgisch bekerwinnaar: 2018
- Belgische competitie MVP: 2021
- Ster van de coaches: 2021